# Allocosa utahana
Allocosa utahana este o specie de păianjeni din genul Allocosa, familia Lycosidae, descrisă de Charles Denton Dondale și Redner, 1983. Conform Catalogue of Life specia Allocosa utahana nu are subspecii cunoscute.